# IC 2198
IC 2198 ist eine elliptische Galaxie vom Hubble-Typ E im Sternbild Zwillinge auf der Ekliptik. Sie ist schätzungsweise 239 Millionen Lichtjahre von der Milchstraße entfernt.
Das Objekt wurde am 7. Februar 1896 von Stéphane Javelle entdeckt.